# 银叶茄
银叶茄（学名：Solanum elaeagnifolium）又名银毛龙葵，为茄科茄属下的一个种。

## 扩展阅读
- 維基物種上的相關：银叶茄